# Turmhügel Schlössle
Der Turmhügel Schlössle auch Alte Schmelz, Schmölz oder Schlössla genannt, ist eine abgegangene mittelalterliche Turmhügelburg (Motte) bei Schmölz, einem Gemeindeteil von Kupferberg im Landkreis  Kulmbach in Bayern.
Von der ehemaligen Mottenanlage ist noch der trapezförmige Turmhügel mit Außenwall und Graben erhalten.